# Difesa del vegetarianismo
Difesa del vegetarianismo (in inglese: A Plea for Vegetarianism) è un saggio del 1886 dello scrittore inglese Henry Stephens Salt. Fu il suo primo scritto sull'etica vegetariana, su cui baserà un'ininterrotta attività, sia come autore che come militante, in difesa dei diritti degli animali.

## Il testo
Il saggio si apre con l'ammissione da parte dello scrittore della sua adesione al vegetarianismo che aveva nascosto per evitare di ricevere appellativi quali "sentimentalista" o "fanatico" e per non incorrere negli sguardi sospettosi dei suoi amici.
Il saggio, dopo questa breve introduzione prosegue elencando i vantaggi della scelta vegetariana (non in ordine di importanza):
1. Economico: essendo la carne molto più costosa dei cereali e dei vegetali, l'astensione da essa rappresenterebbe un risparmio in termini economici.
2. Crudeltà verso gli animali e degrado dell'uomo: il secondo aspetto è inteso come la crudeltà verso gli animali nel processo di macellazione degli stessi per fini alimentari. Salt fa notare come sia credenza comune che tale processo sia indolore per gli animali ma sottolinea come fu creata una società ad hoc (non da parte di persone vegetariane) con lo scopo di introdurre nei mattatoi metodi più umani ed igienici a riprova della crudeltà del processo. In secondo luogo, ritiene il processo degradante per l'uomo: quell'uomo che ha occhi per vedere, orecchie per sentire, che ha ricevuto l'insegnamento sulla morale e ha buon gusto.

Secondo Salt il principale argomento a favore del vegetarianismo sarebbe la totale mancanza di "buon gusto" nella carne che sarebbe "disgustoso per tutti gli istinti più elevati della mente umana."

## Influenze
Nell'autobiografia di Mohandas Karamchand Gandhi, La mia vita per la libertà, si fa esplicito riferimento a questo saggio, scoperto all'interno di un ristorante. Ghandi al riguardo scrisse: "lessi il libro di Salt senza saltarne un rigo e mi fece molta impressione. Da quando ho letto quel libro posso affermare di essere diventato vegetariano per convinzione e benedissi il giorno in cui feci la promessa a mia madre".